# Podągi
Podągi (niem. Podangen) – osada w Polsce położona w województwie warmińsko-mazurskim, w powiecie elbląskim, w gminie Godkowo. W latach 1975–1998 miejscowość administracyjnie należała do województwa elbląskiego. Miejscowość leży w historycznym regionie Prus Górnych.

## Historia
Nieopodal miejscowości znajduje się stanowisko archeologiczne w miejscu dawnego grodziska z wczesnej epoki żelaza. Ślady grodziska odnotowano po raz pierwszy jako Schwedenschanze (1825), potem m.in. jako Miggenwald (1908, 1940). W 1977 roku grodzisko zlokalizował ponownie Stanisław Iwanczenko. W 1993 zostało wpisane do rejestru zabytków archeologicznych.
Pierwsze wzmianki o wsi pojawiają się w 1339 roku jako Podangmen (później także jako Podangin). Były to wówczas dobra rycerskie. Od 1551 roku (co potwierdził w dokumencie książę pruski w 1577) należy do rodziny Saucken. W 1663 od wdowy Anny Cathariny von Saucken odkupił i z czasem powiększył te dobra Elias von Kanitz. W rękach tej rodziny pozostały Podągi aż do wkroczenia w 1945 roku Armii Czerwonej do Prus Wschodnich. W czasie działań wojennych okresu wojen napoleońskich w latach 1806/1807 i 1812/1813 dobra te poniosły znaczące szkody wojenne. Wszystko było skrupulatnie dokumentowane przez ich ówczesnego właściciela hrabiego Carla Wilhelma Alexandra von Kanitz (1745–1824), z nadzieją uzyskania rekompensaty, co nigdy nie nastąpiło. Trzem synom, w tym późniejszemu generałowi pruskiemu i ministrowi wojny (August Wilhelm Karl Graf von Kanitz) udało się m.in. dzięki pożyczce państwowej w wysokości 20 tys. talarów odzyskać i przywrócić świetność zniszczonym dobrom. O tym, kto odziedziczy Podągi po śmierci ojca zadecydowało losowanie, które wskazało na najstarszego z trzech braci Aleksandra, który w 1826 roku wykupił pozostałe udziały w majątku. 20 czerwca 1854 Emil Carl Ferdinand von Kanitz gościł w Podągach króla Prus. Ostatnim właścicielem Podągów był Gerhard Graf von Kanitz, minister Rzeszy.

### Ludność

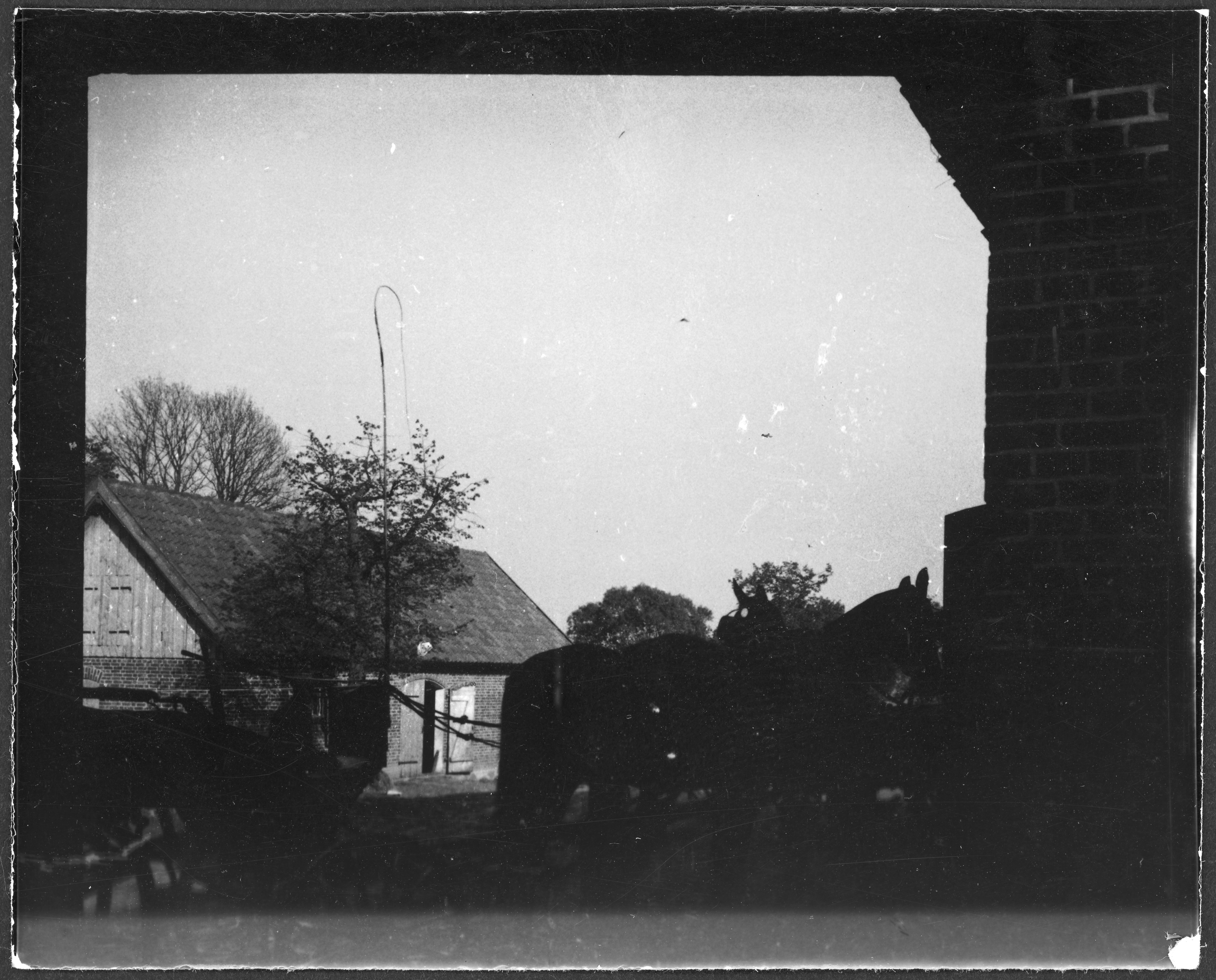
Podągi 1937 (fot. Annemarie Schwarzenbach)

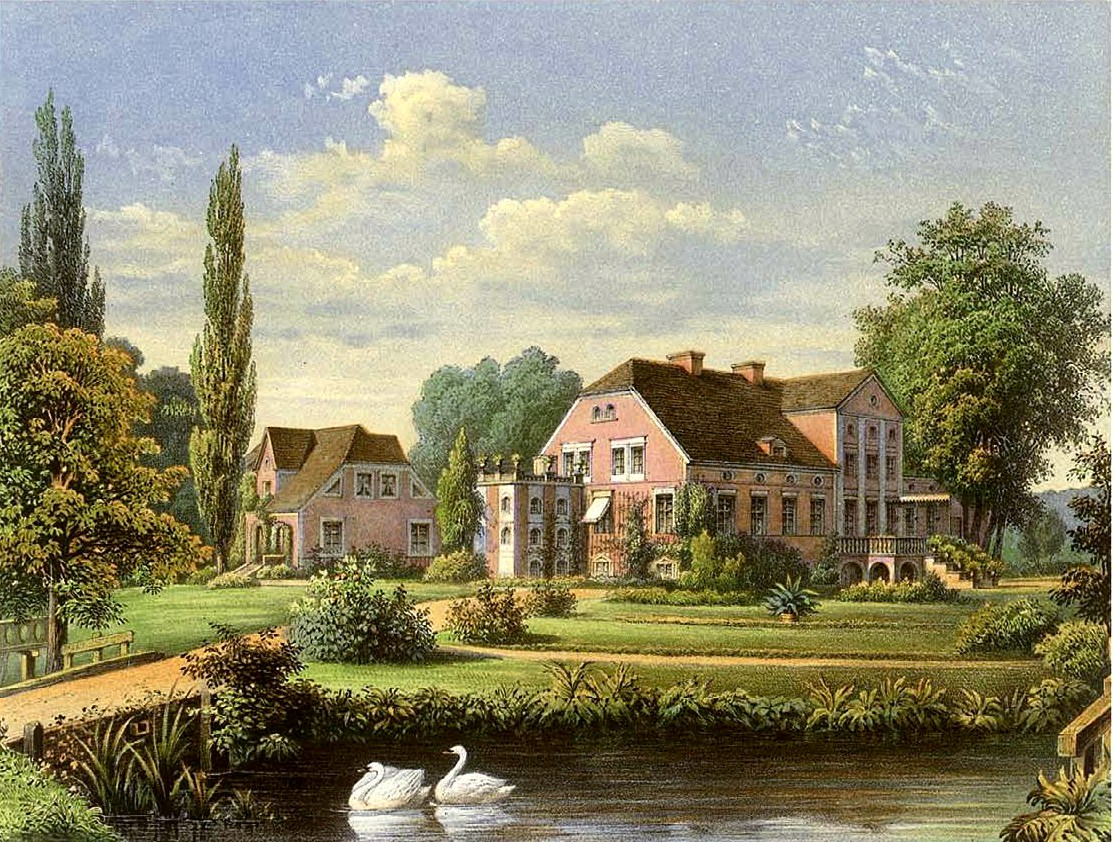
Pałac w Podągach około 1860 na obrazie autorstwa Alexandra Dunckera.

- 1820 – 102[6]
- 1885 – 163[7]
- 1905 – 168[8]
- 1910 – 160
- 1933 – 262
- 1939 – 223[9]

## Kultura

### Zabytki
We wsi znajduje się neoklasycystyczny dwór pruski z 1701, przebudowany w końcówce XIX w.

### Religia
Podągi należą do parafii rzymskokatolickiej Wilczęta.

## Osoby związane z Podągi
- August von Kanitz (1783-1852),
- Hans von Kanitz (1841–1913),
- Gerhard von Kanitz (1885–1949),